# Spillertown
Spillertown – wieś w Stanach Zjednoczonych, w stanie Illinois, w hrabstwie Williamson.